# ソフラーブ・バフティアリザデー
ソフラーブ・バフティアリザデー（Sohrab Bakhtiarizadeh、1977年9月1日 - ）は、イランの元サッカー選手。元イラン代表。ポジションはディフェンダー。

## 来歴
1997年10月にイラン代表デビュー。AFCアジアカップ2000にも出場した。2004年以降代表から外れたが、2006年に代表復帰、2006 FIFAワールドカップのメンバーにも選ばれた。ワールドカップでは2試合に出場、アンゴラ戦では同点ゴールを決めた。イラン代表で通算33試合に出場、4得点をあげた。

## 代表歴

### 出場大会
- イラン代表
  - 2006 FIFAワールドカップ

### 試合数
- 国際Aマッチ 33試合 4得点（1997年-2006年）[1]

| イラン代表 | 国際Aマッチ | 国際Aマッチ |
| 年         | 出場        | 得点        |
| ---------- | ----------- | ----------- |
| 1997       | 1           | 0           |
| 1998       | 0           | 0           |
| 1999       | 2           | 0           |
| 2000       | 15          | 3           |
| 2001       | 0           | 0           |
| 2002       | 7           | 0           |
| 2003       | 4           | 0           |
| 2004       | 0           | 0           |
| 2005       | 0           | 0           |
| 2006       | 4           | 1           |
| 通算       | 33          | 4           |